# Eisenia andrei
Eisenia andrei är en art av ringmask som beskrevs av Marcel Bouché 1972. Den ingår i släktet Eisenia och familjen daggmaskar. Arten är reproducerande i Sverige.